# 卡農斯堡

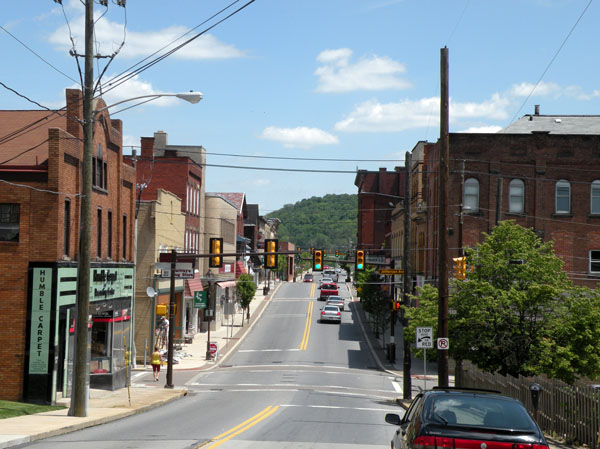
卡農斯堡

卡農斯堡（Canonsburg）位於美國賓夕法尼亞州華盛頓縣，2020年有人口9,735人。卡農斯堡是著名歌手佩里·科莫與巴比·文敦的故鄉。